# Hypnum stellulatum
Hypnum stellulatum là một loài Rêu trong họ Hypnaceae. Loài này được (Mitt.) Paris mô tả khoa học đầu tiên năm 1897.